# زهر الهواء
زَهْر الهواء جنس من نبات معمرة من السحلبيات يحتوي على 47 نوعاً، تُزرَع لجمال أزهارها العجيبة. معظمها من الغابات الظليلة الاستوائية الرطبة في زِمْبَبْوَي ومدغشقر والجزر في غرب المحيط الهندي . و تُسمى بذلك لأنها تنمو عالياً في الهواء.